# Peněženka

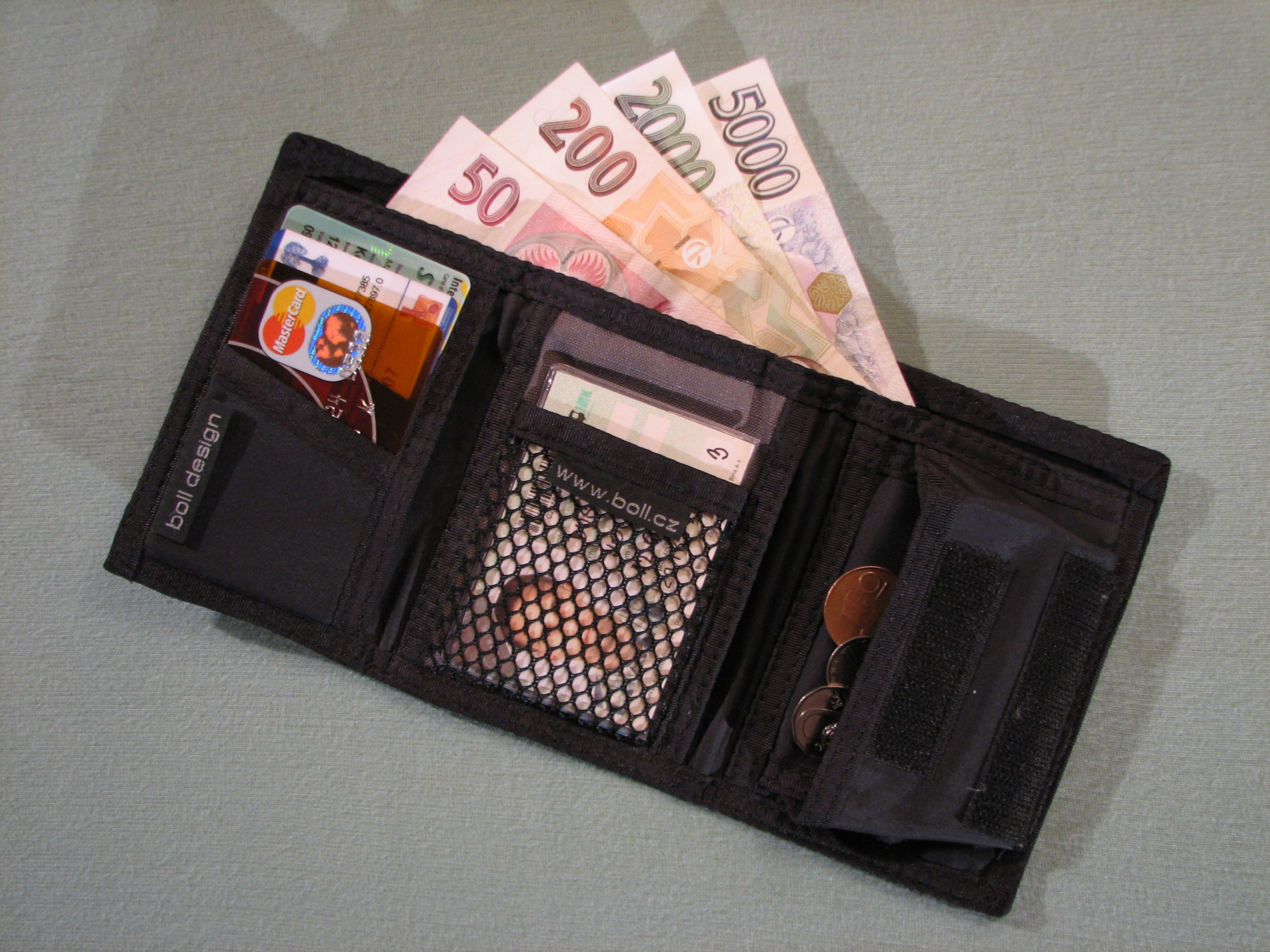

Peněženka, starším názvem také portmonka, případně i slangově šrajtofle či prkenice, je druh ochranného pouzdra na peníze a v moderní době i na různé druhy platebních karet, či osobních dokladů. Peněženka slouží jako místo, které snadno umožňuje shromáždění, roztřídění, úschovu a snadnou manipulaci s předměty v ní uložených. Jedná se o pouzdro, které bývá často skládatelné a uzavíratelné.
Peněženky se vyskytují v celé škále barev, materiálů (kůže, látkové, dřevěné atd.) a velikostí v závislosti na velikosti peněz. Existují varianty pouze na drobné mince, či na mince a bankovky, ale mezi nejpoužívanější patří kombinované peněženky s oddělenými místy pro mince, bankovky, doklady a karty. Takovéto peněženky mají uzavíratelnou kapsu (např. na suchý zip (prvně se objevuje v 70. letech 20. století), či na zip), do které se vkládají mince. Tato kapsa bývá většinou umístěna na jedné ze stran peněženky a existují varianty umožňující rychlou dostupnost, tedy je kapsa umístěna tak, že se dá otevřít i bez otvírání samotné peněženky. Místo pro bankovky bývá dosažitelné jen při otevření peněženky, což zvyšuje bezpečnost. Ve vnitřku peněženky se pak nacházejí další kapsy, které jsou rozměrově uzpůsobeny velikostí kreditních karet, či občanského a řidičského průkazu.
Zvláštním případem je tzv. „kasírtaška“, která se používá v pohostinství. Od normální peněženky se liší tím, že má vyhrazené kapsy pro jednotlivé typy bankovek, což usnadňuje jejich vracení a urychluje tak obsluhu. Vzhledem ke svému rozměru také umožňuje využívání jako podložka pro psaní účtenky.
Peněženky se také využívají jako častý turistický suvenýr, kdy se na jednu ze stran uvede symbol země, či jiný významný výjev z daného území.
Etymologický slovník uvádí slovo prkenice, což byly dříve dřevěné desky na písemnosti.

## Historie
První peněženky jsou spojeny s rozvojem bankovek respektive papírových peněz, jelikož dokud se používaly mince, byl hlavním nástrojem pro jejich osobní přenos využíván měšec či v případě většího množství truhla. Se vznikem papírových bankovek ale vznikla potřeba vytvořit pouzdro, které by umožňovalo snadné přenášení peněz a jejich skladování.
V moderní peněžence se objevují i malá pouzdra na kreditní karty, které se objevují poprvé v 50. letech 20. století.

## Nevýhody
Nevýhodou peněženky je to, že shromažďuje značné množství důležitých materiálů na jednom místě a se snadnou dostupností, čehož využívají zloději, nejčastěji v podobě kapsářů. Soustředí se na krádež peněženky z kapsy, či kabelky. Kvůli této ztrátě pak člověk přichází jak o osobní doklady, platební karty tak i o hotovost. Osobní doklady a kreditní karty jsou dále zneužitelné zloději.